# Практична вулиця
Практична ву́лиця — вулиця у Солом'янському районі міста Києва, селище Жуляни. Пролягає від вулиці Михайла Максимовича до Юнацької вулиці.
Прилучається Журавлина вулиця.

## Історія
Виникла у середині 2000-х років як одна з вулиць садового товариства. Сучасна назва — з 2015 року.